# The Tea Party
The Tea Party es una banda canadiense de rock con influencias del blues, del rock progresivo, de la música india y del Medio Oriente. Estuvieron activos en los 90 y hasta 2005, momento en que separó la banda. Editaron ocho álbumes con EMI Music Canada, y vendieron cerca de 1.6 millones de discos en todo el mundo. Su tema "Heaven Coming Down" alcanzó el número 1 de las listas canadienses en 1999.
The Tea Party recorrió Canadá veintiún veces y Australia doce. En noviembre de 2002, dan una gira por Canadá acompañados de orquestas sinfónicas que reinterpretaron una década de canciones. La banda se separó en 2005 debido a diferencias creativas. En 2011 sus miembros se juntaron nuevamente para ofrecer una serie de conciertos por Canadá.

## Primera etapa: 1990–1995
The Tea Party se formó en 1990 con Jeff Martin, Stuart Chatwood y Jeff Burrows en Toronto. Cada uno de ellos había pertenecido previamente a diferentes bandas en Windsor (Ontario), de donde proceden. 
The Tea Party lanzó su álbum debut homónimo en 1991, con el sello propio Eternal Dics. El álbum se basa en el rock psicodélico y el blues, y fue producido por Martin que siempre quiso que la banda tuviera el control completo de sus creaciones. En 1993, el Tea Party firmó con EMI Music Canada y lanzó su primera grabación discográfica, Splendor Solis. En 1994 se dieron a conocer en Australia con el sencillo Save Me y dieron su primera gira por el país.
Desarrollaron aún más el sonido de Tea Party con el álbum The Edges of Twilight, grabado con una amplia gama de instrumentos orientales y de la India. Fue el álbum de mayor éxito comercial (1995) con ventas superiores a 270.000 unidades (disco de platino doble en Canadá y platino en Australia).
Tras su vuelta de exitosas giras por Canadá, Europa y Australia (1996), lanzan el álbum acústico Alhambra, en el que hace una aparición el músico Inglés Roy Harper como vocalista en la canción Time.
Transmisión, de 1997, es la primera incursión de The Tea Party en la música electrónica. El tema Temptation aparece como banda sonora en el videojuego Road Rash 3D (PlayStation).
Con Triptych (1999), el sencillo, "Heaven Coming Down" llega al puesto 1 de la radio canadiense. La música del Tea Party se hace más orquestal conservando la base del blues. Live at the Enmore Theatre, es el único álbum en vivo grabado durante la gira australina de Triptych.
=
La bada lanza una compilación de sencillos llamada Tangents: The Tea Party Collection en 2000, a la que siguió una compilación en DVD de vídeos musicales llamada Illuminations (2001).
Seven Circles, el último álbum de la banda, se publicó en 2004. Junto con The Interzone Mantras, supuso una vuelta a los orígenes del sonido Tea Party.

## Separación
En octubre de 2005 The Tea Party se disolvió debido a diferencias creativas, lo que propició el anuncio de Martin para seguir su carrera en solitario. Ni Chatwood ni Jeff Burrows deseaban el final.
Cada uno de los componentes ha desarrollado su propia carrera musical. Chatwood compuso la banda del videojuego Prince of Persia; Burrows participó en la Big Dirty Band, trabajó en radio y montó la banda Crash Karma, que debutó con álbum a comienzos de 2009. Martin lanzó su álbum en solitario, desde Irlanda, Exile and the Kingdom, publicado también en Canadá y Australia (2009), hizo giras por Europa, Canadá y Australia, y dos álbumes en vivo, Live in Brisbane 2006 y Live in Dublin. En 2008 presenta su nueva banda The Armada, que dura solo hasta 2010. Le siguió la banda Jeff Martin 777 con Jay Cortez en el bajo, y Malcolm Clark a la batería.

## Segunda etapa: 2011 al presente
En 2011 la banda se reunió y dio una gira por Canadá. Martin declaró que la banda seguía y que no tenía intención de dejar el grupo. 
En 2014 sale el nuevo álbum de la banda reunificada:  The Ocean At The End , de Universal Music Canada.

## Miembros
- Jeff Martin – voz, guitarra, sitar, sarod, oud, banjo, mandolin, dumbek, hurdy-gurdy, mellotron, esraj, percussion.
- Stuart Chatwood – bass guitar, guitar, keyboard instruments, harmonium, percusión, mandolin, tambura, chelo, lap steel guitar, bass pedals.
- Jeff Burrows – drum kit, percusión, djembe, goblet drums, tabla.

## Discografía
- The Tea Party  (1991)
- Splendor Solis (1993)
- The Edges of Twilight (1995)
- Transmission (1997)
- Triptych  (1999)
- The Interzone Mantras (2001)
- Seven Circles (2004)
- The Ocean At The End (2014)

## Premios y nominaciones
The Tea Party fueron nominados para 22 MuchMusic Video Awards, y premiados por los videos "The River" y "The Bazaar". El director de "Sister Awake", Curtis Wehrfritz fue nominado para los 1996 Juno Awards; El director de "Release", Ulf Buddensieck ganó el Best Cinematography Award en los 1998 Juno Awards.